# Urus
Urus (zm. 1377) – chan Złotej Ordy 1374–1375 oraz Białej Ordy 1361-1375.
Był chanem wschodniej części Złotej Ordy - Białej Ordy. Zajmowała ona dorzecze rzeki Syr-daria oraz stepy na północny wschód od Morza Aralskiego, do rzek Iszym i Sari-Su. Na krótko przejął władzę w Złotej Ordzie w okresie zamieszek. Należał prawdopodobnie to synów Ordu. Wypowiedział wojnę Tamerlanowi żądając ekstradycji swojego bratanka o imieniu Tuktatija, który wcześniej próbował go obalić. Zginął uwięziony przez Tamerlana. Przypisuje się mu odbudowę stolicy Białej Ordy - Sygnaku. Urus jest uważany za przodka chanów Kazachów. 